# Reserva ecológica Manglares Cayapas-Mataje
La Reserva Ecológica Manglares Cayapas-Mataje (REMACAM) se localiza en el cantón San Lorenzo, al noroccidente de la provincia de Esmeraldas. Abarca más de 49.000 manglares y comprende la parte baja de las cuencas de los ríos Cayapas y Mataje, entre el océano Pacífico, hacia el oeste y la frontera con Colombia, al norte (a lo largo del río Mataje).
En esta área se incluyen un total de 26 comunidades afroesmeraldeñas que habitan dentro de la Reserva, así como otras comunidades asentadas afuera de la Reserva, incluyendo las poblaciones de Valdez y Ancón. La Reserva Ecológica Manglares Cayapas-Mataje fue declarada sitio Ramsar por la UNESCO en el año 2003.

## Características
El área abarca bosque húmedos tropicales de tierra firme, inundables (llamados guandales) y manglares. En las zonas de manglares hay varios ecosistemas acuáticos asociados a la inundación temporal por las mareas. El área incluye además algunas zonas habitadas donde existen cultivos en pequeña escala y pastizales para ganado. En los alrededores de las principales poblaciones y en las vías de acceso a las mismas, el bosque húmedo tropical ha sido reemplazado prácticamente en su totalidad por pastizales para ganado vacuno y grandes cultivos de palma africana y banano..
Además existen lagunas dulceacuícolas, como la Laguna de La Ciudad, donde existen dos tipos de ecosistemas diferenciables, las zonas de inundación permanente y temporal. Este humedal es una laguna poco profunda (2 m), caracterizada por abundante vegetación acuática y flotante. En sus alrededores existen pastizales, frutales (cítricos, plátano, babaco, cacao) y cultivos de maíz y yuca, que tienen fines de consumo local más que de comercialización.

## Flora

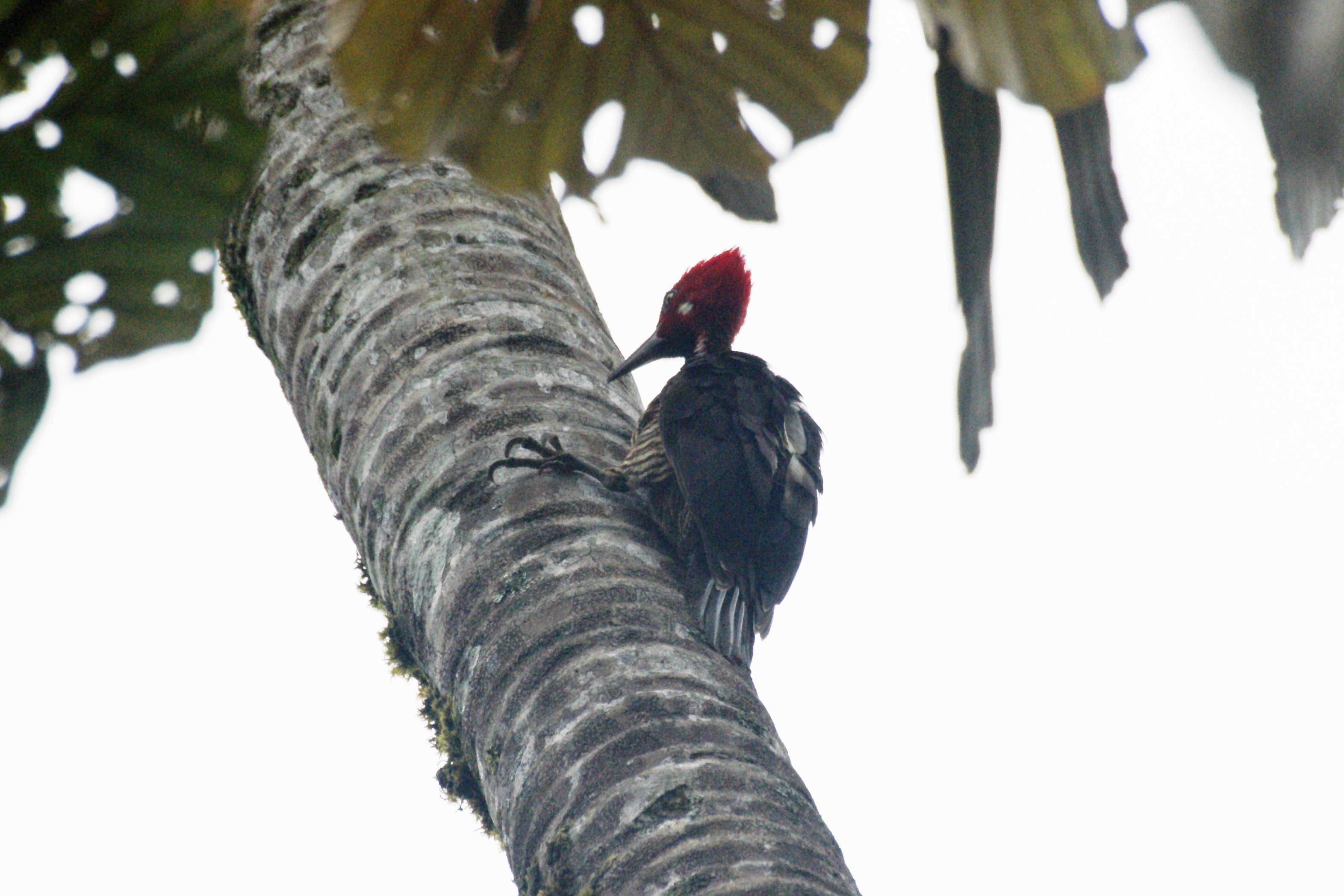
Carpintero guayaquileño.

Más del 60 % de la región noroccidental de Esmeraldas posee una riqueza biológica única con un alto grado de endemismo (20 % de la flora, es decir, 1.260 especies). Tal es el caso de la tagua, el palmito y la Pinula. Los humedales integran el sistema estuarino más grande y mejor conservado del Pacífico Sur. Abarcan una superficie de 49 350 ha y están compuestos por aguas marinas someras, esteros, estuarios, herbazales inundables, humedales boscosos e intermareales y turberas arboladas.
Se conoce muy poco sobre la flora del lugar, pero la composición de especies en los bosques de manglares y guandales es muy importante, aunque su nivel de diversidad es menor al de los bosques húmedos adyacentes hacia el lado continental. En la Laguna de la Ciudad existen algunas especies típicas de lagunas dulceacuícolas, como Nymphaea glandulifera, Azolla carolina, Ceranthophyllum llerenae y Thalia geniculata.

## Fauna
Los manglares son generadores de una significativa producción primaria y también a la composición del zooplancton abastece de alimento a innumerables especies de moluscos, crustáceos y peces entre otras. Esta diversa fauna de agua dulce y marina está representada con 66 especies de animales acuáticos. En esta área también habitan reptiles como el caimán costeño (Crocodylus acutus), y algunos mamíferos como la zarigüeya lanuda (Caluromys derbianus), la cuica de agua dulce (Chironectes minimus), el perro de monte (Speothos venaticus), la nutria de río (Lontra longicaudis), el armadillo de cola desnuda (Cabassous centralis), el jaguar (Panthera onca) y el delfín mular (Tursiops truncatus).
La diversidad de aves en esta Reserva Ecológica no se ha estimado con precisión ya que es poco lo que se conoce sobre ella. Esta área protegida también alberga importantes poblaciones de especies amenazadas a nivel global y endémicas del Chocó, como la pava de monte (Penelope ortoni), la guacharaca' colorada (Ortalis erythroptera), la chilacoa café (Aramides wolfi), la atila ocrácea (Attila torridus) y el mielero pechirrojo (Dacnis berlepschi).